# Himantolophus melanolophus
Himantolophus melanolophus är en fiskart som beskrevs av Erik Bertelsen och Krefft, 1988. Himantolophus melanolophus ingår i släktet Himantolophus och familjen Himantolophidae. Inga underarter finns listade i Catalogue of Life.